# Oxycera picta
Oxycera picta är en tvåvingeart som beskrevs av Wulp 1867. Oxycera picta ingår i släktet Oxycera och familjen vapenflugor. Inga underarter finns listade i Catalogue of Life.